# Larry Levan
Larry Levan, conosciuto anche con il nome di battesimo Lawrence Philpot (New York, 20 luglio 1954 – New York, 8 novembre 1992), è stato un disc jockey statunitense.
È considerato l'inventore dello stile garage house.

## Biografia
Nato nella zona di Brooklyn, Larry era figlio di una casalinga newyorkese, Minnie Levan, la quale non si sposò mai e questa fu una delle ragioni per cui egli decise di prenderne il cognome. L'altra fu: «perché il nome Larry Levan suonava bene».
Sin da ragazzo strinse un forte legame con colui che sarebbe diventato assieme a Larry uno dei dj più famosi della storia: Frankie Knuckles.
Dichiaratamente gay, Levan fece anche uso di sostanze stupefacenti come eroina e fenciclidina. Morì nel 1992 a causa di un arresto cardiaco causato da endocardite, patologia frequente tra i tossicodipendenti.

## Carriera
Larry Levan iniziò a farsi conoscere nel 1969 a soli quindici anni quando, insieme a Frankie Knuckles, selezionava e mixava musica nel locale situato nell'attico della casa di uno dei primi dj della storia: lo storico The Loft di David Mancuso.

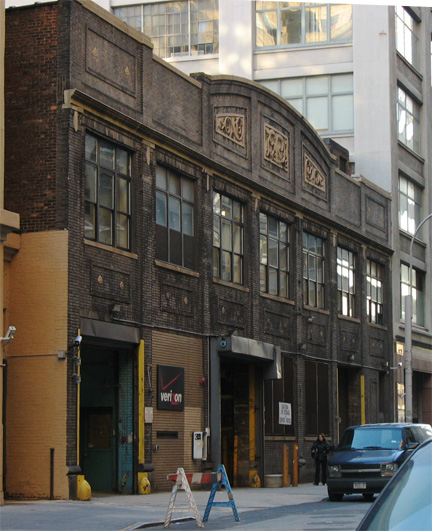
La sede del Paradise Garage al n.84 di King Street di New York.

Fu in quegli anni che cominciò a sperimentare le prime tecniche di mixaggio, che perfezionò sia al The Loft e successivamente al club Continental Baths a Broadway dal 1973, dove iniziò a lavorare dapprima come light-joker (cioè la persona addetta alle luci in un locale) per il dj Joseph Bonfiglio e poi come dj resident. Poco tempo dopo Levan si trasferì presso un altro locale di Broadway: The Soho Place.
Nel 1976 iniziò a lavorare presso il Reade Street, locale fondato dall'amico Michael Brody. Dopo la chiusura del Reade Street, i due aprirono un nuovo locale: lo storico Paradise Garage al n.84 di King Street a New York. È proprio al Garage che Larry Levan entra nella leggenda. Il locale era un vero e proprio garage riadattato a club; la caratteristica unica era l'impianto audio di altissima qualità, che garantiva suoni eccellenti da qualsiasi angolo della sala.
Dalla fine degli anni settanta, fu tra i primi a realizzare dei remix. Tra i lavori più noti: C Is For Cookie dei Cookie Monster, Give Your Body di Billy Nichols, Ain't Nothin' Goin On But The Rent di Gwen Guthrie e Heartbeat di Taana Gardner, I got my mind made up degli Instant Funk.
Negli anni ottanta si stabilì definitivamente al Paradise Garage, e divenne tra inizio e metà decennio l'inventore e pioniere del nuovo stile garage house, che farà da ponte dalla Disco alla nascita della House vera e propria. Nel locale si esibirono artisti come Madonna (nel 1982, che proprio al Paradise Garage girò il video clip della sua canzone Everybody), Chaka Khan, New Order, Grace Jones e Jocelyn Brown. Tra i frequentatori più assidui del locale ci fu l'artista Keith Haring. La discoteca chiuse nel 1987 ma Larry Levan continuò la sua carriera di remixer.
Dopo il Paradise Garage, Larry Levan fece altre serate a NY in club come The Choice e Mars. Nei primi anni '90, inaugurò il Ministry of Sound di Londra e partì per un tour in Giappone insieme al suo amico e collega François Kevorkian.
I suoi ultimi remix furono Strong enough (nel 1992), cantato dalla storica voce della disco diva Loleatta Holloway e Come On Boy del gruppo italiano DJ H. Feat. Stefy, che gli fu commissionato dal dj Paul Oakenfold.
Il 20 settembre 2004 è entrato a far parte della Dance Music Hall of Fame, come riconoscimento alla sua carriera di dj.

## Discografia
Di seguito i principali lavori di mixaggio e remixaggio di Larry Levan pubblicati dalle più importanti etichette discografiche.

### Editi dallaWest End
- Taana Gardner - Work That Body (1979)
- Billy Nichols - Give Your Body Up To The Music (1979)
- Carl Bean - I was born this way (1977)
- Taana Gardner - When You Touch Me (1979)
- Taana Gardner - Heartbeat (1981)
- Sparque - Let's Go Dancin (1981)
- Ednah Holt - Serious, Sirious Space Party (1981)
- New York City Peech Boys - Don't Make Me Wait (1982)
- Forrrce - Keep On Dancing (1982)
- Loose Joints - Is It All Over My Face (1980)

### Editi dallaMango/Island Records
- Peech Boys - Life Is Something Special (1982)
- Grace Jones - Feel Up (1982)
- Gwen Guthrie - It Should Have Been You (1982)
- Peech Boys - On A Journey (1983)
- Peech Boys - Dance Sister (1983)
- Gwen Guthrie - Seventh Heaven (1983)
- David Joseph - You Can't Hide Your Love (1983)
- Gwen Guthrie - Hopscotch remix (1983)
- Kid creole & the Coconuts - There's something wrong in paradise (1983)
- Peech Boys - Come On, Come On (1984)

### Editi dallaSalsoul
- Instant Funk - I Got My Mind Made Up (1978)
- Sky - First time around (1979)
- Instant Funk - crying (1979)
- Skyy - High e First Time Around (1980)
- Skyy - Skyzoo (1980)
- Inner Life - Ain't No Mountain High Enough (1981)
- Logg - I Know You Will (1981)
- Jimmy Castor Bunch - It's Just Begun (1983)
- Skyy - First Time Around (1979)
- Sparkle - Handsome Man (1979)
- Instant Funk - I Got My Mind Made Up (1979)
- First Choice - Double Cross (1979)
- Loleatta Holloway - The Greatest Performance Of My Life (1979)
- The Salsoul Orchestra - How High (1980)
- Inner Life featuring Jocelyn Brown - Make It Last Forever (1981)
- Instant Funk - Slap, Slap, Lickedy Lap (1979)
- Aurra - When I come (1980)

### Editi da Garage Records
- Black Mamba - Vicious (1984)
- Gwen Guthrie - Padlock (1985)
- Gwen Guthrie - Getting Hot (1985)
- Gwen Guthrie - Peanut Butter (1985)
- Gwen Guthrie - Seventh Heaven (1985)

### Editi da Warner Bros. Records
- Janice McClain - Smack Dab In The Middle (1980)
- Chaka Khan - Tearin' It Up (1982)
- Narada Michael Walden - The Nature Of Things (1985)
- Nile Rodgers - State Your Mind/Stay Out Of The Light (1985)
- Jeff Lorber feat. Karyn White - Facts Of Love (1986)
- Man Friday - Winners (1986)
- Sylvester - Someone like you (1986)
- Anthony & The Camp Suspense / Open (Up Your Heart) (1988)
- Gwen Guthrie - Rocking Chair (1988)

## Filmografia
- Maestro, regia di Josell Ramos (2003) - documentario
- Larry's garage, regia di Corrado Rizza (2019) - documentario[10]